# (4369) Seifert
(4369) Seifert (1982 OR) – planetoida z pasa głównego asteroid okrążająca Słońce w ciągu 4,22 lat w średniej odległości 2,61 j.a. Odkryta 30 lipca 1982 roku.